# سگ‌ماهی بمپور
نام فارسی:مار ماهی و سگ ماهی.
خصوصیات کلیدی:D.II-III۷ A.II-III۵ V.I-II۷
ارتفاع ساقه دمی به طول متوسط ۵۵٪ طول ساقه دمی.طول باله مخرجی برابر یا کوتاهتر از طول باله شکمی.سبیلک‌ها بلند بوده و سومین جفت به قسمت میانی چشم می‌رسد.در بعضی از نمونه‌ها دومین جفت بلندترین می‌باشد.خط جانبی ناقص بوده و انتهای آن به ابتدای باله پشتی ختم می‌شود.یک نوار سیاهرنگ افقی در پایه باله دمی وجود دارد.
زیستگاه:رودخانه‌های با آب شیرین و بستر قلوه سنگی.
غذا:بی مهرگان آبزی.
تولید مثل:فصل بهار.
اهمیت اقتصادی: ارزش اقتصادی و صید ورزشی ندارد.به عنوان ماهی آکواریومی قابل استفاده‌است.
پراکنش:حوضه‌های هامون، جازموریان، مکران و لوت و حوضه‌های رودخانه‌های دجله و کارون و خلیج.